# 温石
温石（おんじゃく）とは、平安時代末頃から江戸時代にかけて、石を温めて真綿や布などでくるみ懐中に入れて胸や腹などの暖を取るために用いた道具。

## 概要
防寒だけでなく治療の効果も期待され、温める石は滑石・蝋石・蛇紋岩・角閃岩等が好まれた。懐炉の原型にあたると考えられる。中世においては滑石製の石鍋の破片を転用したものも多い。
漢方医学の世界においては、熱熨法（今日では温罨法と呼ばれるのが一般的である）に用いられた。温石を用いる方法を「蔵身法」と呼び、今日の岩盤浴も原理的にはこれに近いと言える。
また、「懐石料理」の語源としては、禅寺で修行僧が空腹や寒さをしのぐため温石を懐中に入れたことから、茶の席で出す一時の空腹しのぎ程度の軽い料理、あるいは客人をもてなす料理をそう呼んだという説がある。
なお、以下にみるように、温石の出土例では、小孔（小さい穴）が穿かれたものが多いが、これは火鉢などで石を温めたとき、その石でヤケドをしないよう、直接、手などにふれないための工夫と考えられる。つまり、針金状のものを孔に刺し入れるか、火箸を孔に引っかけるかして、温まった石を引き寄せ、布などにくるんだものであろう。

## 発掘調査での出土例
- 仲田遺跡（中世、新潟県板倉町）からは温石を小型の硯に転用した遺物が出土している。小孔が開けられている。
- 大聖寺藩前田家上屋敷（江戸時代、東京都文京区）ではトイレ遺構の便槽より、簪・笄・和服の襟止め金具・銭貨などとともに出土している。女性が使用したものとみられる。小孔が開けられている。

## 温石出土遺跡一覧
- 仲田遺跡（新潟県板倉町）中世
- 木田遺跡（新潟県上越市18C後半～19C前半
- 犬田前遺跡（茨城県桜川市）中世
- 菅野遺跡（兵庫県宍粟市）中世
- 中後瀬遺跡（兵庫県姫路市）中世
- 前山遺跡（兵庫県太子町）中世
- 北村廃寺（兵庫県伊丹市）中世
- 坂本遺跡（高知県四万十市）中世
- 龍泉寺遺跡（宮崎県宮崎市）中世～近世
- 柳之御所跡（岩手県平泉町）12C、数点出土
- 志羅山遺跡（岩手県平泉町）12C
- 殿内A遺跡（福島県石川町）中世
- 中神田遺跡（大阪府寝屋川市）中世
- 大聖寺藩前田家上屋敷（東京都文京区）江戸時代
- 円覚寺門前遺跡（神奈川県鎌倉市）中世
- 金田城跡（長崎県対馬市）古代

など全国各地から出土している。